# Neoplasia trofoblástica
Neoplasias trofoblásticas são neoplasias que derivam de tecido trofoblástico.
Exemplos:
- Coriocarcinoma
- Mola hidatiforme